# Antoni Garcia Bartolomé
Antoni Garcia Bartolomé (Barcelona, 1932 - Barcelona, 26 de febrer de 2012) fou un destacat il·lustrador, pintor i dibuixant de còmics, nascut en el barri barceloní de Vallcarca, que se sentia còmode en tota mena de gèneres: històrics, aventures, misteri, romàntic, capa i espasa, entre d'altres. Va iniciar la seva carrera al voltant de 1955 a l'Editorial Bruguera. Signava habitualment com Antonio García, A. García o BART. Fou un artista molt prolífic i una bona part de les seves obres foren distribuïdes en el mercat internacional.
Considerat el rei del còmic romàntic, l'Associació de col·leccionistes de Terrassa li va dedicar l'any 2022 una exposició monogràfica amb un recull d'algunes de les seves obres originals i reproduccions.
El guardonat Los caballos mueren al amanecer, un documental de la realitzadora Ione Atenea, és dedicat íntegrament a l'Antoni Garcia; a la seva germana Rosa, cantant d'òpera; i al seu germà Joan, a partir de les seves obres, fotografies, àudios i altres objectes personals trobats en el domicili familiar dels tres germans, ocupat per l'esmentada realitzadora, anys després de la seva mort.

## Publicacions
Sèries:
1955 La Familia Poony (La Risa, època II)
1956 El Capitán Tormenta (La Risa, época II)
1957 Aunque le cueste creerlo (Pulgarcito); col·lectiva
1975 La Brigada Fantástica (Sacarino), a partir d'un guió d'Andreu Martín
Serials a Editorial Bruguera:
1961 As de Corazones (Bruguera, 326 números); diversos episodis
Il·lustracions a publicacions:
Boletín del Club Dhin || Bravo / El Cachorro (reed.1976) || Jordi (sello Bruguera) || La Risa (època II, 1956) || Pulgarcito || Red Dixon 1956 || Sacarino || Sissi, Cuadernos de Novelas Gráficas / Sissi, Selección de Novelas Gráficas || Sissi, Revista Femenina || Super Pulgarcito (época II)
Il·lustracions a monografies de l'Editorial Bruguera:
1957 El Robinson Suizo.
1957 Cinco semanas en globo.
1958 Los Cazadores de Cabelleras.
1959 Vida de Pío XII
1959 La Jerusalén libertada.
1963 La Isla de la Aventura
1967 El Príncipe Feliz y otros cuentos.